# 321. Marineluftgeschwader (Japan)
Das 321. Marineluftgeschwader (japanisch 第三二一海軍航空隊 englisch 321st Naval Air Group (321st NAG)) war ein Verband der Kaiserlich Japanischen Marineluftstreitkräfte, der während des Zweiten Weltkrieges zum Einsatz kam.

## Geschichte
Der Verband wurde am 1. Oktober 1943 in Mobara in der Präfektur Chiba als erste Nachtjagdeinheit der Kaiserlich Japanischen Marine mit einem Bestand von achtzehn Nakajima J1N Gekkō und sechs Ersatzflugzeugen aufgestellt. Bis Februar 1944 erhöhte sich der Bestand an Flugzeugen auf 54 Stück, inklusive 18 Ersatzmaschinen, und die Ausbildung begann am Stützpunkt Matsuyama.
Das der 61. Luftflottille unterstehende Geschwader verlegte am 21. Februar 1944 eine aus 12 Flugzeugen bestehende Staffel (jap. hikōtai) als Vorausabteilung unter der Führung von Kaigun-chūi (Oberleutnant zur See) Ichiro Shimoda auf die Insel Tinian, um U-Boot-Patrouillen durchzuführen. Am 23. Februar führten amerikanische Trägerflugzeuge erstmals Angriffe auf die Marianen durch und vier Flugzeuge der Staffel starteten zu einem Aufklärungsflug. Von diesen wurden alle abgeschossen und die anderen acht am Boden zerstört oder schwer beschädigt.
Da der Einsatzverband auf den Marianen nun über keine einsatzfähigen Flugzeuge verfügte, wurden Ersatzflugzeuge nach Tinian verlegt, sodass dieser am 1. März wieder über 11 Flugzeuge verfügte. Bis zum 15. Mai 1944 erhöhte sich der Bestand auf 16 Flugzeuge, welche auf die Inseln Tinian (10) und Guam (6) verteilt waren. Weitere 15 Maschinen waren in Katori in der Präfektur Chiba an der japanischen Ostküste stationiert.
Das Geschwader wurde am 10. Juli 1944 aufgelöst, über Einzelheiten seiner Aktivitäten bis zu diesem Datum ist nichts bekannt, da eventuell vorhandene Unterlagen der auf Tinian stationierten Geschwaderführung bei der amerikanischen Einnahme der Insel (Schlacht um Tinian) verloren gingen bzw. vernichtet wurden.